# Erasmus Rizander
Erasmus Rizander, född omkring 1629, död 23 februari 1687 i S:t Laurentii församling, Östergötlands län, var en svensk borgmästare.

## Biografi
Erasmus Rizander föddes omkring 1629 och var son till lagmannen Hans Thorsson och Margareta Jonsdotter. Han blev 1661 borgmästare i Söderköpings stad och var även från 1675 postmästare i Söderköping. Rizander avled 1687 i S:t Laurentii församling, Söderköping.

### Familj
Rizander var gift med Elsa. De fick tillsammans barnen Gerdt Rizander (född 1665), Elisabeth Rizander (1667–1736), som var gift med rådmannen Hindrich Distman i Söderköping och kyrkoherden Nicolaus Södersten i Tåby församling, Margareta Rizander (1670-1740), som var gift med bokhållaren vid Gusums mässingsbruk Anders Grafsell (död 1694) och skepparen Jakob Bonhoff (död 1736), Anna Rizander (1672–1690) och Elsa Rizander (1676–1699), som var gift med borgaren Magnus Claesson i Söderköping.